# Grafenwiesen
Grafenwiesen település Németországban, azon belül Bajorországban. Lakosainak száma 1552 fő (2023. december 31.).

## Népesség
A település népessége az elmúlt években az alábbi módon változott:
| Lakosok száma | 549  | 1386 | 1378 | 1504 | 1519 | 1527 | 1538 | 1519 | 1467 | 1552 |
|               | 1875 | 1970 | 1975 | 2011 | 2013 | 2014 | 2016 | 2019 | 2021 | 2023 |